# Хайтарма
«Хайтарма́» (крымскотат. Qaytarma — «Возвращение») — украинский исторический военный драматический художественный фильм 2013 года режиссёра Ахтема Сейтаблаева, посвящённый периоду в истории крымскотатарского народа. Фильм основан на реальных событиях, произошедших в Крымской АССР во время Великой Отечественной войны, в мае 1944 года, — депортации крымских татар. Главный герой картины — военный лётчик-истребитель, гвардии майор, дважды Герой Советского Союза Амет-Хан Султан (актёр — Ахтем Сейтаблаев).
Премьера фильма состоялась 17 мая 2013 года в Симферополе. Фильм получил многочисленные положительные реакции критиков на Украине и за рубежом, был показан на Одесском международном кинофестивале, а также был претендентом на номинацию кинопремии «Оскар» от Украины.

## Сюжет
Картина повествует о трагической дате в истории крымскотатарского народа — 18 мая 1944 года, — дате начала советской операции по депортации крымских татар с их родной земли.
В центре сюжета фильма — военный лётчик-истребитель, гвардии майор, дважды Герой Советского Союза Амет-Хан Султан.
События в фильме начинаются 9 мая 1944 года на аэродроме на окраине Севастополя. Идёт Великая Отечественная война. Советские войска завершают освобождение Крыма от фашистских войск. Во время воздушного боя за Севастополь погибает друг и напарник Амет-Хана, лётчик Андрей.
16 мая 1944 года, после освобождения Севастополя, Амет-Хан Султан вместе с фронтовыми друзьями Вовкой и Франсуа отправляется в трёхдневный отпуск в родную Алупку, где встречается со своими многочисленными родственниками. А в 4 часа утра 18 мая 1944 года на его глазах начинается операция по выселению из Крыма его родного крымскотатарского народа, в том числе и всех его близких…

## В ролях
| Актёр             | Роль                                                            |
| ----------------- | --------------------------------------------------------------- |
| Ахтем Сейтаблаев  | гвардии майор, военный лётчик-истребитель Султан Амет-Хан       |
| Алексей Горбунов  | майор-особист Кротов                                            |
| Валерий Шитовалов | отец Амет-Хана                                                  |
| Усние Халилова    | Насибе мать Амет-Хана                                           |
| Юрий Цурило       | генерал Особого отдела Васильев                                 |
| Николай Боклан    | гвардии подполковник Григорий Николаевич                        |
| Андрей Саминин    | Вовка (Владимир Нарышкин) фронтовой друг Амет-Хана Султана      |
| Андрей Мостренко  | Франсуа де Жофр (из Нормандии) фронтовой друг Амет-Хана Султана |
| Дмитрий Суржиков  | капитан НКВД Трунин                                             |
| Даниил Белых      | лейтенант Особого отдела                                        |
| Гурам Баблишвили  | Мартик                                                          |
| Динара Аваз       | Фериде                                                          |
| Назлы Сейтаблаева | Миасер сестра Амет-Хана                                         |
| Алексей Тритенко  | механик Ваня                                                    |
| Расим Юсупов      | старик                                                          |
| Леся Самаева      | русская соседка                                                 |

## Съёмочная группа
- Автор сценария: Николай Рыбалка
- Режиссёр-постановщик: Ахтем Сейтаблаев
- Оператор-постановщик: Владимир Иванов
- Художник-постановщик: Шевкет Сеидаметов
- Композиторы: Сергей Круценко, Джемиль Кариков
- Звукорежиссёр: Сергей Савченко
- Режиссёр монтажа: Сергей Клопач
- Художник по костюмам: Надежда Кудрявцева
- Художник по гриму: Алла Мельник, Елена Бондарева
- Продюсер: Иванна Дядюра
- Исторические консультанты: Ельведин Чубаров (историк), Гульнара Бекирова (историк, кандидат политических наук)
- Военный консультант: Андрей Швачко

## Создание
В 2004 году к заслуженному артисту Автономной Республики Крым Ахтему Сейтаблаеву, родившемуся в семье депортированных крымских татар в Узбекистане, пришла идея снять фильм об Амет-Хане Султане: «Он много значит для крымского татарина. И, конечно же, как актёр я хотел сыграть этого героя. Это всё равно, что шотландцу сыграть Уильяма Уоллеса». Ахтем Сейтаблаев выступил режиссёром и исполнителем главной роли, сценарий фильма написал кинодраматург Николай Рыбалка.
Хайтарма — это название национального танца, который символизирует возвращение.
Поначалу создатели фильма рассчитывали получить финансирование в Турции, однако турецкие представители, ознакомившись со сценарием, отказали. Тогда в 2012 году на помощь творческой группе пришёл российский бизнесмен Ленур Ислямов, владелец компании «Квин Груп», который контролирует в Крыму транспортную компанию «СимСитиТранс», симферопольский телеканал «ATR», радиостанции «Meydan» и «Лидер», а также интернет-портал crimeantatars.org. По словам Ахтема Сеитаблаева, у Ленура Ислямова была мечта снять фильм о депортации.
Ленур Ислямов обеспечил массовку, оружие, поезда, автомобили и самолёты тех времен, вложив около 1,5 миллионов долларов. Большие декорации времён войны были построены в Бахчисарае. Самыми дорогими оказались компьютерная графика и техническое оснащение съёмок. Команда «Дозоров» Тимура Бекмамбетова работала над батальными сценами. Общий бюджет картины, по словам режиссёра Ахтема Сейтаблаева, составил примерно 9,26 млн гривен.

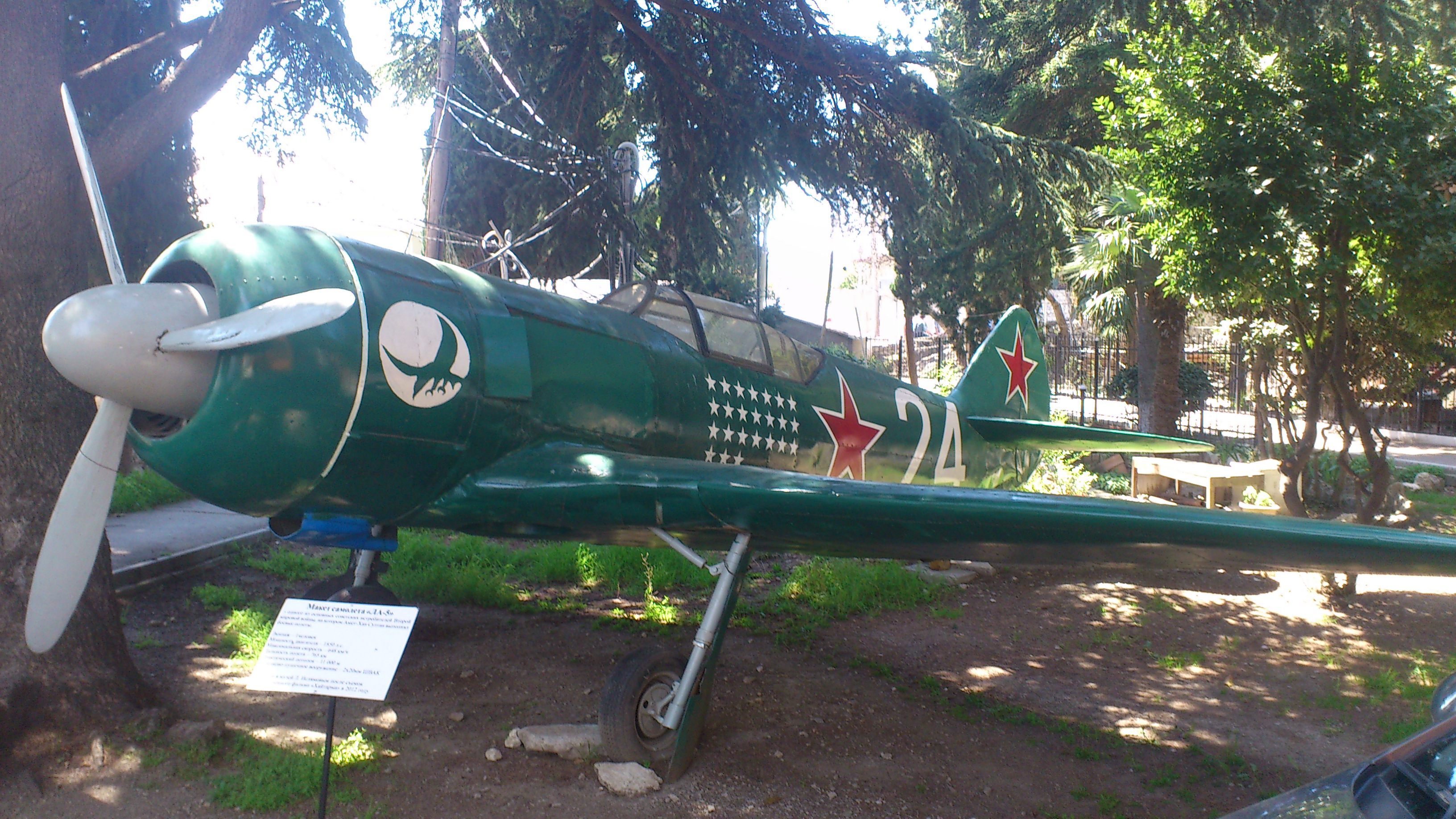
Макет Ла-5ФН, принимавший участие в съёмках, на открытой площадке музея Амет-Хана Султана в Алупке

Съёмки фильма велись в 2012 году в Алупке и Судаке. На въезде в Бахчисарай снимались сцены на аэродроме, где для съёмок батальных сцен также был размещён самолёт из фанеры, позднее переданный в музей Амет-Хана Султана в Алупке. Ночная сцена погрузки в вагоны снималась на 9-м вспомогательном пути Бахчисарайского железнодорожного вокзала, где неподалеку на станции «Сюрень» происходили реальные события мая 1944 года. В массовых сценах выселения крымских татар принимали участие более трёх тысяч человек со всего Крыма, около 700 из которых лично пережили эту трагедию. В частности, актёр крымскотатарского театра Расим Юнусов сыграл в фильме практически своего деда — старика-водоноса, а в сцене депортации один из стариков в суматохе тащит на плече швейную машинку — ту самую, которую успела в последний момент схватить его мать в 1944 году и которая в Узбекистане спасла от голода их семью.
Во время съёмок романтической сцены, когда главный герой должен был сделать предложение своей любимой, сидя на коне, животное сбросило с себя Ахтема Сеитаблаева, в результате чего он получил тяжёлую травму ключицы, свою 11-ю по счёту съемочную травму. Из-за этого происшествия пришлось сильно сократить сюжетную линию любви Амет-Хана и Фериде.
Фильм «Хайтарма» стал первой художественной лентой, освещающей историю крымскотатарского народа. Фильм посвящён «памяти дедов и прадедов, отцов и матерей, всех тех, без кого не было бы нас, наших детей, нашей памяти, нашей культуры». Также «Хайтарма» — это первая полнометражная художественная картина, созданная продакшн-студией первого крымскотатарского телеканала «ATR».

## Премьера и отзывы
Премьерный показ фильма состоялся 17 мая 2013 года, в канун 69-й годовщины депортации крымскотатарского народа. Информагентство QHA анонсировало премьеру с двуязычными названиями крымских городов: «Желающие могут посмотреть этот фильм в Симферополе/Акмесджите, и в таких городах Крыма как Белогорск/Карасубазар, Керчь, Севастополь/Ак-Яр, Судак, Феодосия/Кефе и Евпатория/Кезлев». В премьере «Хайтармы» приняли участие лидеры меджлиса, депутаты Верховной рады Украины Мустафа Джемилев, Рефат Чубаров, вице-премьеры правительства автономии Георгий Псарев и Азиз Абдуллаев, гость из Киева — глава парламентского комитета по правам человека Валерий Пацкан. На премьеру были также приглашены из Москвы военные лётчики и боевые товарищи дважды Героя Советского Союза Амет-Хана Султана как почётные гости.
Премьерный показ художественной ленты «Хайтарма» сразу же начался со скандала: в симферопольский кинотеатр «Космос» охрана не пропустила представителей татарской общественной организации «Милли Фирка», оппозиционной меджлису. Затем оказалось, что на просмотр фильма не пришли некоторые гости из Москвы, которые изменили своё решение после беседы в генконсульстве РФ в Симферополе, где им настоятельно не рекомендовали этого делать. Генеральный консул Владимир Андреев, который сам не смотрел фильм, заявил, что в фильме события представлены однобоко и совсем не освещаются причины решения советского руководства о депортации:

Если бы это был многосерийный фильм, из 20 серий, где 17 были бы про подвиг советского народа, советских солдат, легендарных лётчиков в годы Великой Отечественной войны, две серии были бы про сотрудничество с фашистскими оккупантами лиц крымскотатарской национальности, и завершающая, может быть, серия — про депортацию, трагедию и государственное преступление советского руководства, я бы пошёл на этот фильм, я бы отсмотрел все 20 серий…. чтобы правда о Великой Отечественной войне звучала, в том числе, с теми эпизодами, которые почему-то замалчиваются. В этом фильме их нет. Нет именно тематики предательства.

Это заявление спровоцировало резкую критику со стороны ряда СМИ, меджлиса и политических деятелей Украины. Критику в адрес генерального консула Владимира Андреева также поддержал и российский МИД, где признали, что использованные дипломатом формулировки были «некорректными» и что выступал он «без должного учёта чувствительного вопроса». 24 мая, не дожидаясь своего отзыва, он сам ушёл в отставку, не согласившись с позицией руководства. Позднее его поддержал лидер партии «Русское единство» Сергей Аксёнов, обратив внимание на факт поддержки меджлиса большинством украинских либеральных СМИ: «Совершенно очевидно, что сегодня идёт процесс формирования антирусского фронта в Крыму и на Украине, основанного на искажении правды. И очень радует то обстоятельство, что в России есть такие политики, как Владимир Андреев, которые нашу историческую правду защищают». А режиссёр фильма Ахтем Сейтаблаев с сожалением отметил, что Владимир Андреев «осудил фильм, не зная предмета разговора», но с другой стороны, «благодарен за тот неимоверный пиар, который он сделал нашей картине».
На фоне скандала фильм «Хайтарма» вызвал ажиотаж среди зрителей. «В связи с большим спросом на билеты» симферопольский кинотеатр «Космос» продлил показ.
Обозреватель «Комсомольской правды» Галина Сапожникова отмечает, что фильм имел большой успех по всему Крыму: «Все выходят с сеанса с влажными глазами. Задавать им вопрос — коснулась ли эта депортация конкретно их семей, глупо, потому что коснулась она без исключения всех». По её мнению, фильм является «душевной пропагандой» (так как всем полезно увидеть «дикость сталинской депортации», как это было в реальности), но в то же время, в фильме есть значимые умолчания про службу крымских татар в вермахте, их борьбу с советскими партизанами, про младшего брата Амет-хана Имрана, который служил в полиции и был судим военным трибуналом, а также ряд штампов, в частности, когда советский солдат натравливает на убегающую девушку овчарку — именно так в советских фильмах изображали эсэсовцев.
По мнению крымского политолога Андрея Мальгина, генерального директора Центрального музея Тавриды, фильм «Хайтарма» — это символ того, что «крымские татары переживают сейчас период исторического оптимизма — они вернулись домой», и что конфликт от уровня вооружённых противостояний уходит в эстетическую сферу.
9 сентября 2013 года фильм принимал участие на Казанском международном фестивале мусульманского кино, где он не был включён в конкурсный показ, хотя изначально планировалось этой лентой открыть кинофестиваль. Организаторы фестиваля поменяли своё решение после звонка из МИД РФ, которое не рекомендовало показывать фильм в конкурсном просмотре. По предположению председателя отборочной комиссии Сергея Лаврентьева, МИД РФ тем самым перестраховался из-за скандала, ранее произошедшего на фестивале в Симферополе. Этого же мнения придерживается ряд других экспертов, опрошенных газетой Бизнес Online. В результате фильм «Хайтарма», собравший рекордное количество зрителей, был показан вне конкурса, без традиционного обсуждения фильма после просмотра.
В 2014 году специальный представитель президента РФ по международному культурному сотрудничеству Михаил Швыдкой, вручая фильму в Москве кинематографическую премию «Ника», заявил, что «искусство вообще и кино в частности — самое главное в нашей жизни, оно гораздо важнее политики».

## Награды
- 2013 — лауреат премии Национального союза кинематографистов Украины в номинации «Лучший фильм» и «Лучший игровой фильм» Украины в 2013 году[22];
- 2013 — гран-при Трускавецкого международного кинофестиваля «Корона Карпат»[укр.][23];
- 2014 — лауреат российской национальной кинопремии «Ника» в номинации «За лучший фильм стран СНГ и Балтии» за 2013 год (совместно с фильмом «Экскурсантка» (Литва))[24][25].
- 2014 — призы Международного кинофестиваля «Кимера» («Kimera International Film Festival») в итальянском городе Термоли в номинациях «Лучший режиссёр» и «Лучший фильм»[26].
- 2014 — победитель в номинации «Лучший полнометражный фильм» на кинофестивале Trieste Film Festival в Италии[27].

## Музыкальное сопровождение
Над музыкальным сопровождением фильма работали Заслуженный академический симфонический оркестр Национальной радиокомпании Украины (дирижёр — Владимир Шейко) и ансамбль телерадиокомпании «ATR» под руководством Джемиля Карикова. Саундтрек к фильму был издан компанией Qartbaba Production в 2014 году и включает 18 музыкальных композиций, звучащих в картине, а также несколько крымскотатарских народных мелодий. Композиторы: Сергей Круценко (основная оркестровая музыка) и Джемиль Кариков (этническая музыка на основе народных произведений). Альбом записан в студии First Recording Company, звукорежиссёр — Макс Гладецкий, дирижёр — Владимир Шейко.